# Zeddine
Zeddine (în arabă زدين) este o comună din provincia Aïn Defla, Algeria.
Populația comunei este de 12.870 de locuitori (2008).